# Обазинское аббатство
Обазинское аббатство (фр. Abbaye d'Aubazine) — цистерцианский монастырь во французской коммуне Обазин (департамент Коррез, Лимузен). Аббатство основано около 1134 года, закрыто в 1791 году во время великой французской революции. С 1840 года входит в число исторических памятников Франции. Расположено примерно в 12 км восточнее города Брив-ла-Гайард.

## История

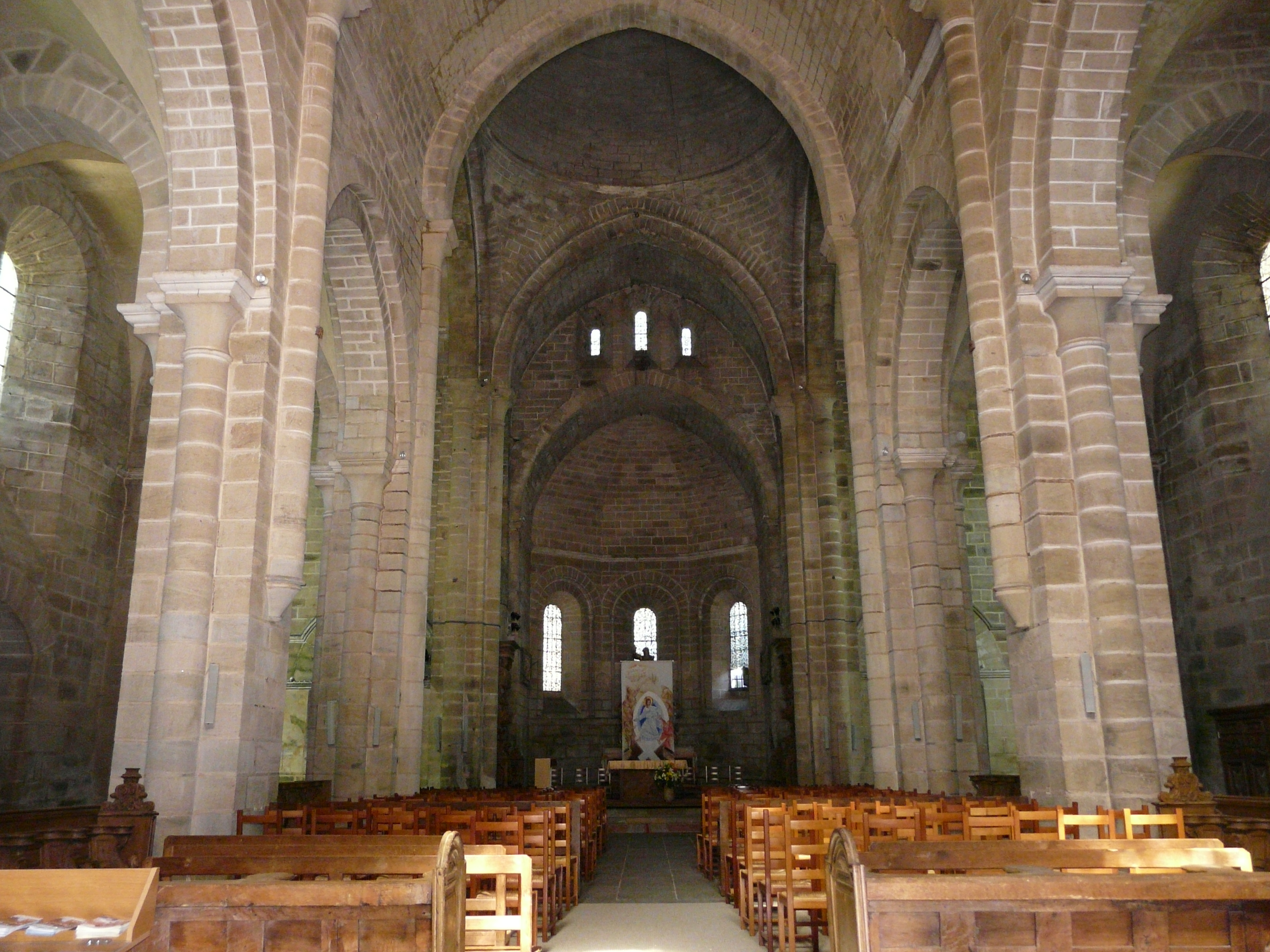
Интерьер церкви

Аббатство основано около 1134 года когда святой Стефан Обазинский вместе с ещё одним священником Пьером удалились сюда, чтобы вести отшельническую жизнь. Вскоре к ним присоединилось некоторое число последователей, и с санкции епископа Тюля они преобразовали эремиторий в регулярный монастырь. Средства на основание монастыря выделил виконт Аршамбо. Монастырь получил имя святого Стефана (Сент-Этьен) в честь святого покровителя Стефана Обазинского. В 1147 году новая обитель приняла цистерцианский устав. Примерно в то же время св. Стефан основал неподалёку женский монастырь Куару в долине одноимённой реки
В 1176 году была построена монастырская церковь (сохранилась до наших дней). Аббатство быстро развивалось, вскоре число монахов составляло несколько сотен человек. Поскольку монастырь находился вдалеке от источников воды, цистерцианцы прокопали канал к монастырю от ближайшей реки Куару. Канал сохранился до наших дней и именуется «каналом монахов».

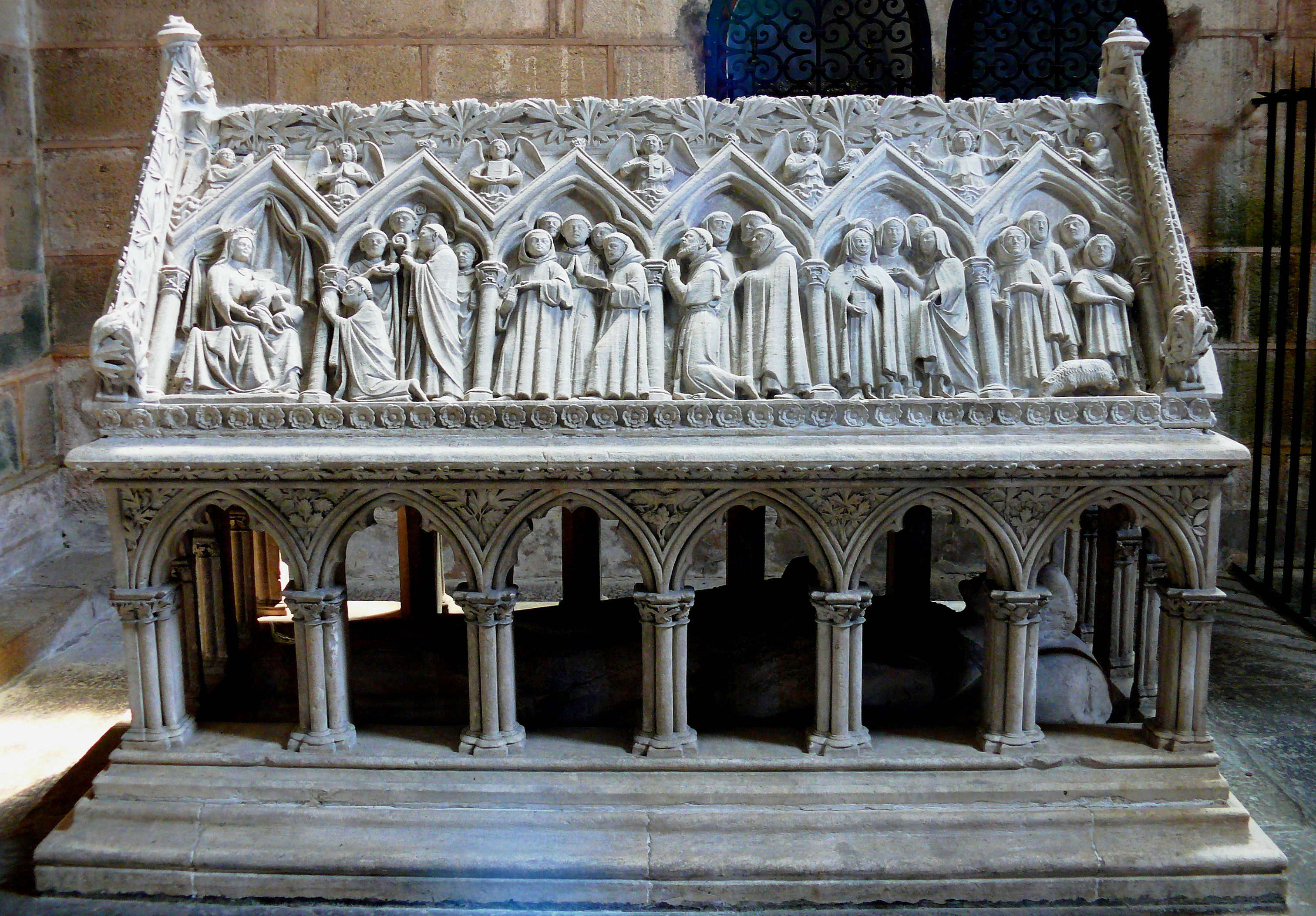
Надгробие св. Стефана Обазинского

Среди настоятелей аббатства получили широкую известность Франсуа д’Эскубло (позднее стал архиепископом Бордо) и Шарль Де ла Рош-Эмон (ставший кардиналом и архиепископом Реймса).
В 1791 году во время великой французской революции аббатство, как и прочие французские монастыри, было закрыто, а монахи изгнаны. Монастырская церковь стала приходской церковью Обазина. С 1840 года входит в число исторических памятников Франции.
В конце XIX века в аббатстве шли реставрационные работы, в 1885 году было открыто захоронение св. Стефана Обазинского. Во второй половине XIX — первой половине XX века в монастыре располагалась женская община конгрегации сестёр Святого Сердца Марии, с 1965 года в монастыре живут монахини, принадлежащие к Мелькитской католической церкви.
В настоящее время аббатство открыто для посещений туристами, помимо этого здесь проводится большое число культурно-образовательных мероприятий. Церковь продолжает исполнять роль действующей приходской церкви Обазина.

## Культурное наследие

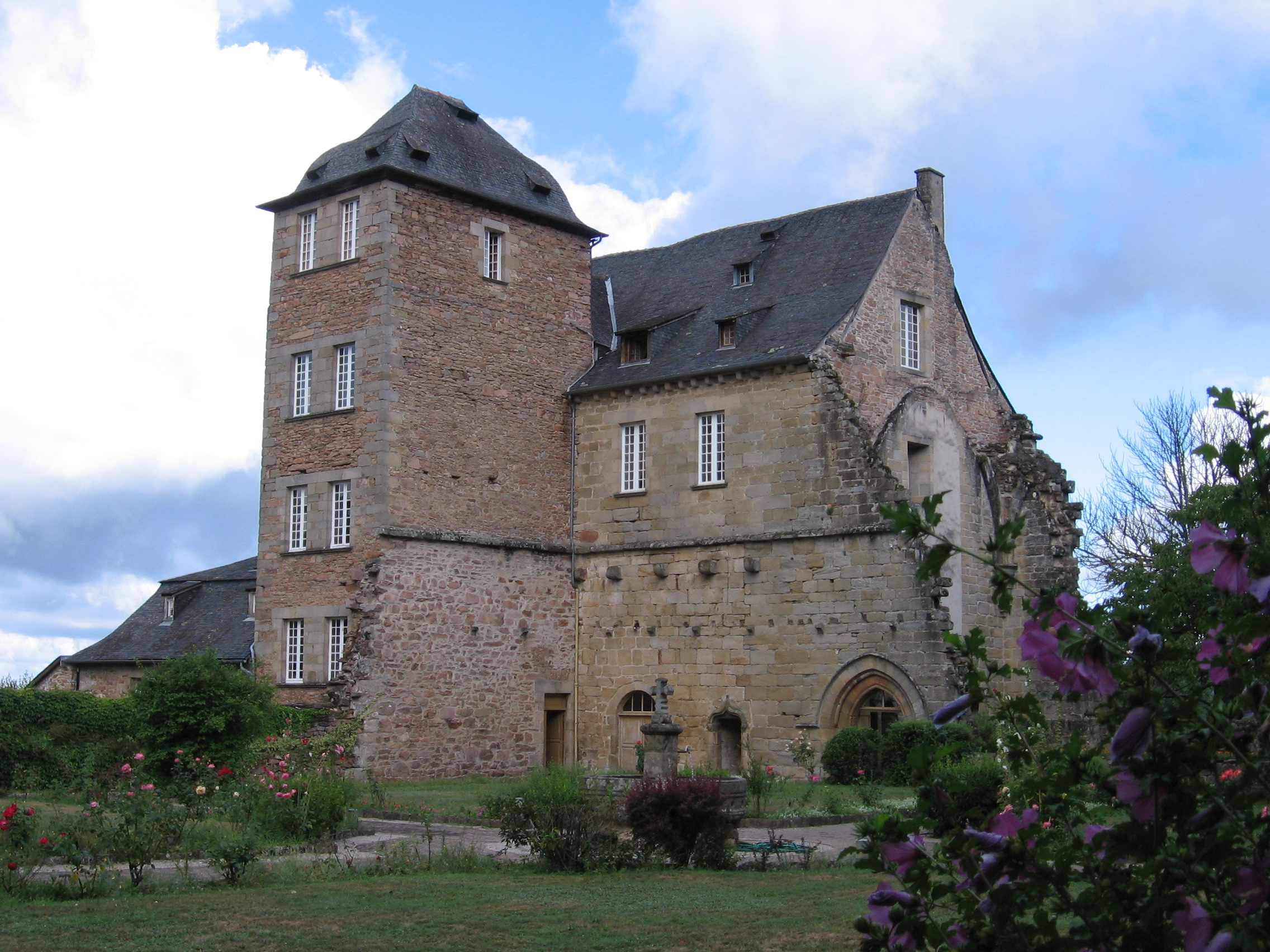
Дом аббата

Благодаря тому, что уже в 1840 году бывшее аббатство было взято под охрану здесь сохранилось большое количество старинных зданий и сооружений: церковь, дом аббата, мельница, зал капитулов, кухня, трапезная.
Церковь монастыря имеет характерный для цистерцианских храмов минималистичный интерьер с минимумом украшений; среди объектов, имеющих культурную ценность, выделяются резное каменное надгробие св. Стефана Обазинского, витражи и старинные скульптуры.